# Zheng Jun
Zheng Jun é cantor e compositor de rock chinês. Originalmente de Xi'an, ele frequentou o Instituto de Engenharia Elétrica de Hangzhou (renomeado para Universidade de Hangzhou Dianzi). Seu primeiro álbum, Naked (赤裸裸), foi lançado pela Red Star Productions em 1994, obtendo sucesso imediato. Ele lançou Third Eye três anos depois e Bloom dois anos depois disso.
Em 2016, o longa-metragem de animação 3D sino-americano Rock Dog foi lançado na China em 8 de julho pela distribuidora Huayi Brothers. O filme é baseado no mangá Tibetan Rock Dog de Zheng. Zheng também é um dos produtores do filme.